# Aidi
Aidi (oryginalna nazwa aïdi) – rasa psa zaliczana do grupy molosów, wyhodowana w Afryce Północnej, na obszarze dzisiejszego Maroka. Pierwotnie był użytkowany przez plemiona koczownicze do polowania i do pilnowania stad zwierząt hodowlanych. Współcześnie staje się też psem stróżującym. Nie podlega próbom pracy.

## Rys historyczny
Aidi prawdopodobnie jest potomkiem dużych azjatyckich psów pasterskich. Francuska nazwa rasy chien de l’Atlas określa jej pochodzenie – góry Atlas w Maroku.

## Klasyfikacja FCI
W klasyfikacji FCI rasa ta została zaliczona do grupy II – Pinczery, sznaucery, molosy i szwajcarskie psy do bydła, sekcja 2.2 – Molosy typu górskiego.

## Wygląd

### Budowa
Muskularny, silnie zbudowany pies.

### Szata i umaszczenie
Umaszczenie dowolne. Sierść powinna być gęsta i dość długa (krótka jest uważana za wadę), szczególnie na ogonie i tylnych nogach; wokół szyi powinna tworzyć grzywę (bardziej widoczną u samców). Szata ma za zadanie chronić psa przed zimnem, deszczem oraz atakami dzikich zwierząt.

## Zachowanie i charakter
Jest to pies czujny, nieufny wobec obcych, ma silny instynkt obronny. Wykazuje przy tym wiele energii i zwinności.

## Użytkowość
Psy te nigdy nie były wykorzystywane jako typowe psy pasterskie. Broniły stad i własności pasterza, a przy tym towarzyszyły chartom sloughi w polowaniach. Aidi tropił zwierzynę wykorzystując swój doskonały węch, a zadaniem sloughi było jej doścignięcie i powalenie. Dobrze radzą sobie z rolą psa stróżującego.

## Popularność
Rasa ta nie jest w Polsce spotykana.
Oczekiwana długość życia psów tej rasy wynosi 10–11 lat.